# 金字塔湖

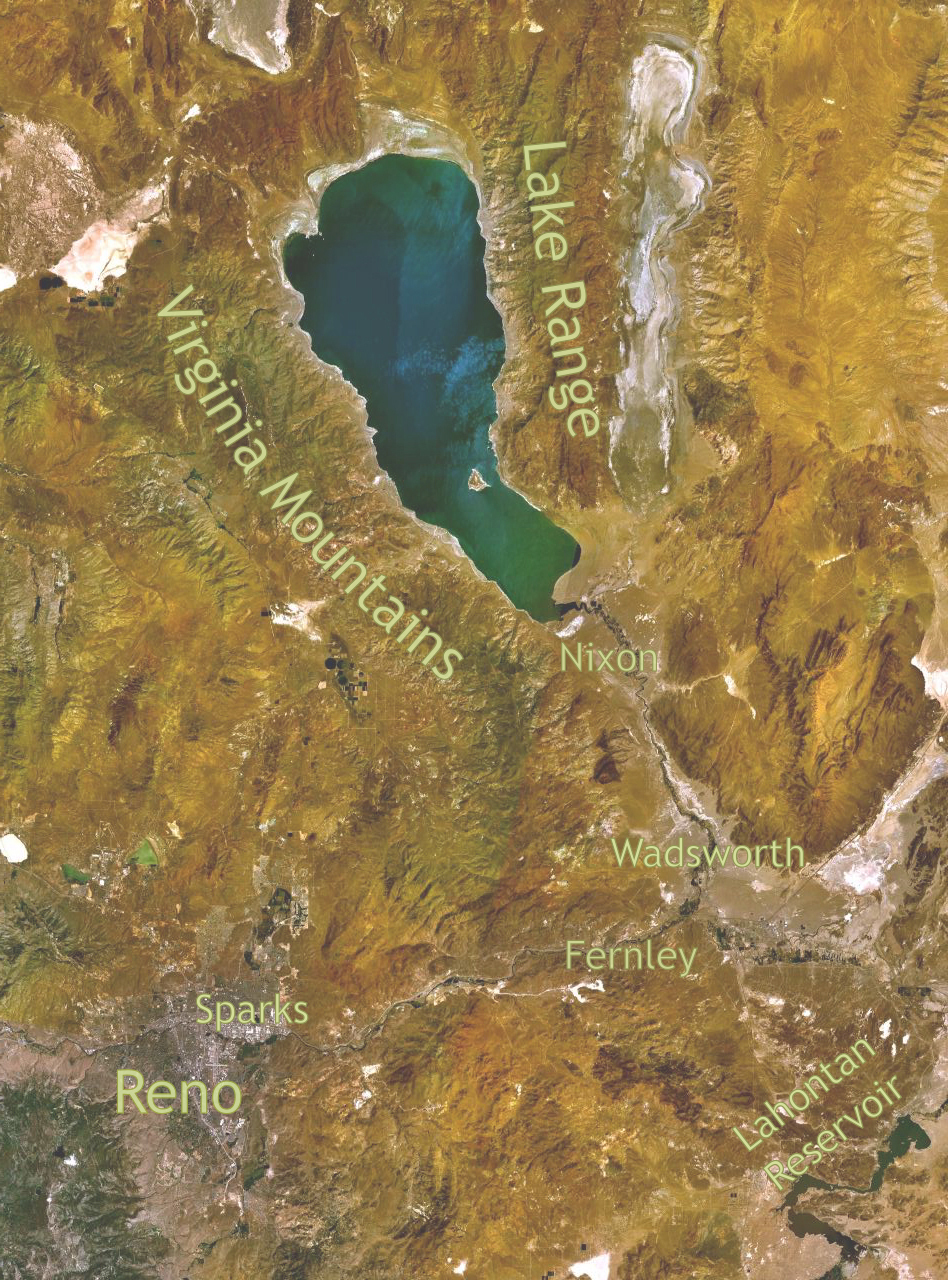
金字塔湖

金字塔湖（英語：Pyramid Lake）是位於美國內華達州西北部大盆地地區內的一個鹽湖，面積大約是487平方公里。金字塔湖南側有一條名為特拉基河的河流注入，但沒有河流從金字塔湖流出。金字塔湖的鹽分濃度約是海水的六分之一。金字塔湖是曾覆蓋內華達州大部分地區的古拉洪坦湖的殘留。現在金字塔湖附近有印第安人保留地。
40°02′N 119°34′W / 40.03°N 119.57°W